# AVC Men's Nations Cup
AVC Men's Nations Cup là một giải đấu bóng chuyền quốc tế cấp châu lục (châu Á và châu Đại Dương) được tranh tài bởi các đội tuyển nam quốc gia là thành viên thuộc Liên đoàn bóng chuyền châu Á (AVC) và không tham gia FIVB Men's Volleyball Nations League. Các giải đấu đã được tổ chức hai năm một lần kể từ năm 2018 và hàng năm kể từ năm 2022. Nhà vô địch hiện tại là đội tuyển Qatar, vô địch năm 2024.
Năm 2023, giải đấu thay đổi thể thức thi đấu. Theo đó, giải đấu chính thức được công nhận và tính điểm trên bảng xếp hạng của FIVB. Đội vô địch của giải đấu này sẽ được tham dự FIVB Challenger Cup để giành vé đến với Volleyball Nation League năm tiếp theo.
Trước năm 2025, giải đấu mang tên gọi AVC Challenge Cup for Men. Từ năm 2025, đội vô địch của giải đấu không còn giành vé tham dự FIVB Challenger Cup do giải đấu đã bị hủy bỏ. Thay vào đó, đội vô địch của giải đấu năm 2025 sẽ giành suất tham dự Giải Vô địch châu Á năm 2026. 

## Tóm tắt kết quả
| Năm  | Chủ nhà     |                             | Chung kết                   | Chung kết                   | Chung kết                   |                             | Tranh hạng 3                | Tranh hạng 3                | Tranh hạng 3                |                             | Đội |
| Năm  | Chủ nhà     | Vô địch                     | Điểm                        | Á quân                      | Hạng 3                      | Điểm                        | Hạng 4                      |                             |                             |                             | Đội |
| ---- | ----------- | --------------------------- | --------------------------- | --------------------------- | --------------------------- | --------------------------- | --------------------------- | --------------------------- | --------------------------- | --------------------------- | --- |
| 2018 | Colombo     | · Iraq                      | 3–2                         | · Ả Rập Xê Út               | · Sri Lanka                 | 3–0                         | · Bangladesh                | 8                           |                             |                             |     |
| 2020 | Cholpon-Ata | Bị hủy do đại dịch COVID-19 | Bị hủy do đại dịch COVID-19 | Bị hủy do đại dịch COVID-19 | Bị hủy do đại dịch COVID-19 | Bị hủy do đại dịch COVID-19 | Bị hủy do đại dịch COVID-19 | Bị hủy do đại dịch COVID-19 | Bị hủy do đại dịch COVID-19 | Bị hủy do đại dịch COVID-19 |     |
| 2022 | Cholpon-Ata | · Kyrgyzstan                | 3–2                         | · Ả Rập Xê Út               |                             | · Uzbekistan                | 3–2                         | · Mông Cổ                   |                             | 4                           |     |
| 2023 | Đài Bắc     | · Thái Lan                  | 3–0                         | · Bahrain                   | · Hàn Quốc                  | 3–1                         | · Việt Nam                  | 15                          |                             |                             |     |
| 2024 | Isa Town    | · Qatar                     | 3–0                         | · Pakistan                  | · Hàn Quốc                  | 3–1                         | · Kazakhstan                | 12                          |                             |                             |     |
| 2025 | Manama      | · Bahrain                   | 3–1                         | · Pakistan                  | · Qatar                     | 3–0                         | · Hàn Quốc                  | 11                          |                             |                             |     |

### Lọt vào top 4
| Đội         | Vô địch  | Á quân         | Hạng 3         | Hạng 4   |
| ----------- | -------- | -------------- | -------------- | -------- |
| Bahrain     | 1 (2025) | 1 (2023)       |                |          |
| Qatar       | 1 (2024) |                | 1 (2025)       |          |
| Iraq        | 1 (2018) |                |                |          |
| Kyrgyzstan  | 1 (2022) |                |                |          |
| Thái Lan    | 1 (2023) |                |                |          |
| Ả Rập Xê Út |          | 2 (2018, 2022) |                |          |
| Pakistan    |          | 2 (2024, 2025) |                |          |
| Hàn Quốc    |          |                | 2 (2023, 2024) | 1 (2025) |
| Sri Lanka   |          |                | 1 (2018)       |          |
| Uzbekistan  |          |                | 1 (2022)       |          |
| Bangladesh  |          |                |                | 1 (2018) |
| Mông Cổ     |          |                |                | 1 (2022) |
| Việt Nam    |          |                |                | 1 (2023) |
| Kazakhstan  |          |                |                | 1 (2024) |

### Vô địch theo khu vực
| Liên đoàn (Khu vực) | Vô địch        | Số lượng |
| ------------------- | -------------- | -------- |
| WAVA (Tây Á)        | Bahrain (1)    | 3        |
| WAVA (Tây Á)        | Iraq (1)       | 3        |
| WAVA (Tây Á)        | Qatar (1)      | 3        |
| CAVA (Trung Á)      | Kyrgyzstan (1) | 1        |
| SAVA (Đông Nam Á)   | Thái Lan (1)   | 1        |

## Chủ nhà
| Số lần | Quốc gia          | Năm        |
| ------ | ----------------- | ---------- |
| 2      | Bahrain           | 2024, 2025 |
| 1      | Đài Bắc Trung Hoa | 2023       |
| 1      | Kyrgyzstan        | 2022       |
| 1      | Sri Lanka         | 2018       |

## Bảng tổng sắp huy chương
| Hạng                | Đoàn                | Vàng | Bạc | Đồng | Tổng số |
| ------------------- | ------------------- | ---- | --- | ---- | ------- |
| 1                   | Iraq                | 1    | 0   | 0    | 1       |
| 1                   | Kyrgyzstan          | 1    | 0   | 0    | 1       |
| 1                   | Qatar               | 1    | 0   | 0    | 1       |
| 1                   | Thái Lan            | 1    | 0   | 0    | 1       |
| 5                   | Ả Rập Xê Út         | 0    | 2   | 0    | 2       |
| 6                   | Bahrain             | 0    | 1   | 0    | 1       |
| 6                   | Pakistan            | 0    | 1   | 0    | 1       |
| 8                   | Hàn Quốc            | 0    | 0   | 2    | 2       |
| 9                   | Sri Lanka           | 0    | 0   | 1    | 1       |
| 9                   | Uzbekistan          | 0    | 0   | 1    | 1       |
| Tổng số (10 đơn vị) | Tổng số (10 đơn vị) | 4    | 4   | 4    | 12      |

## Các đội tham dự
Chú thích
- 1st – Vô địch
- 2nd – Á quân
- 3rd – Hạng 3
- 4th – Hạng 4
- •  – Không tham gia/ Không vượt qua vòng loại
- - Chủ nhà
- Q – Vượt qua vòng loại

| Đội                                  | 2018 (8) | 2022 (4) | 2023 (15) | 2024 (12) | 2025 (11) | Số lần |
| Úc                                   | •        | •        | 5th       | 8th       | 5th       | 3      |
| Bangladesh                           | 4th      | •        | •         | •         | •         | 1      |
| Bahrain                              | •        | •        | 2nd       | 7th       | 1st       | 3      |
| Trung Quốc                           | •        | •        | •         | 5th       | •         | 1      |
| Đài Bắc Trung Hoa                    | •        | •        | 9th       | 12th      | 7th       | 3      |
| Hồng Kông                            | 6th      | •        | 11th      | •         | •         | 2      |
| Ấn Độ                                | •        | •        | 15th      | •         | •         | 1      |
| Indonesia                            | •        | •        | 6th       | 11th      | 6th       | 3      |
| Iraq                                 | 1st      | •        | •         | •         | •         | 1      |
| Kazakhstan                           | •        | •        | 7th       | 4th       | •         | 3      |
| Kyrgyzstan                           | •        | 1st      | •         | •         | •         | 1      |
| Ma Cao                               | •        | •        | 12th      | •         | •         | 1      |
| Malaysia                             | 7th      | •        | •         | •         | •         | 1      |
| Mông Cổ                              | 8th      | 4th      | 8th       | •         | •         | 3      |
| New Zealand                          | •        | •        | •         | •         | 11th      | 1      |
| Pakistan                             | •        | •        | •         | 2nd       | 2nd       | 2      |
| Philippines                          | •        | •        | 10th      | 10th      | 10th      | 3      |
| Qatar                                | •        | •        | •         | 1st       | 3rd       | 2      |
| Ả Rập Xê Út                          | 2nd      | 2nd      | 14th      | •         | •         | 3      |
| Hàn Quốc                             | •        | •        | 3rd       | 3rd       | 4th       | 3      |
| Sri Lanka                            | 3rd      | •        | 13th      | •         | •         | 2      |
| Thái Lan                             | •        | •        | 1st       | 9th       | 9th       | 3      |
| Các Tiểu vương quốc Ả Rập Thống nhất | 5th      | •        | •         | •         | •         | 1      |
| Uzbekistan                           | •        | 3rd      | •         | •         | •         | 1      |
| Việt Nam                             | •        | •        | 4th       | 6th       | 8th       | 3      |

## Giải thưởng
| Năm  | Vận động viên xuất sắc nhất |
| ---- | --------------------------- |
| 2018 | Albhakeet Ahmed             |
| 2022 | Kanybek Uulu Onolbek        |
| 2023 | Anurak Phanram              |
| 2024 | Renan Ribeiro               |

| Năm  | Chuyền hai xuất sắc nhất |
| ---- | ------------------------ |
| 2018 | Haneed Jabbar Mustafa    |
| 2022 | Ergesh Uulu Medetbek     |
| 2023 | Hwang Taek-eui           |
| 2024 | Borislav Georgiev        |

| Năm  | Chủ công xuất sắc nhất |
| ---- | ---------------------- |
| 2018 | Deepthi Romesh         |
| 2018 | Horosit Biswas         |
| 2022 | Alnajrani Omar         |
| 2022 | Albakheet Ahmed        |
| 2023 | Anut Promchan          |
| 2023 | Mohamed Abdulla Yaqoob |
| 2024 | Raimi Wadidie          |
| 2024 | Kim Ji-han             |

| Năm  | Phụ công xuất sắc nhất |
| ---- | ---------------------- |
| 2018 | Majrashi Ibrahim       |
| 2018 | Sachit Challab Islam   |
| 2022 | Kurchkorov Azizbek     |
| 2022 | Majrashi Ibrahim       |
| 2023 | Kissada Nilsawai       |
| 2023 | Kim Min-jae            |
| 2024 | Ibrahim Ibrahim        |
| 2024 | Musawer Khan           |

| Năm  | Đối chuyền xuất sắc nhất |
| ---- | ------------------------ |
| 2018 | Nameer Shamil Hussain    |
| 2022 | Zhunusov Omurbek         |
| 2023 | Ali Khamis               |
| 2024 | Murad Khan               |

| Năm  | Libero xuất sắc nhất |
| ---- | -------------------- |
| 2018 | Lakmal Wijesekara    |
| 2022 | Absatarov Kutmanbek  |
| 2023 | Ayman Haroon         |
| 2024 | Nasir Ali            |